# Aeropuerto de Telêmaco Borba
El Aeropuerto de Telêmaco Borba (IATA: TEC, OACI: SBTL) es el aeropuerto de Telêmaco Borba.
- Datos: Q7697946
- Multimedia: Telêmaco Borba Airport / Q7697946